# Cleopatra I de Egipto

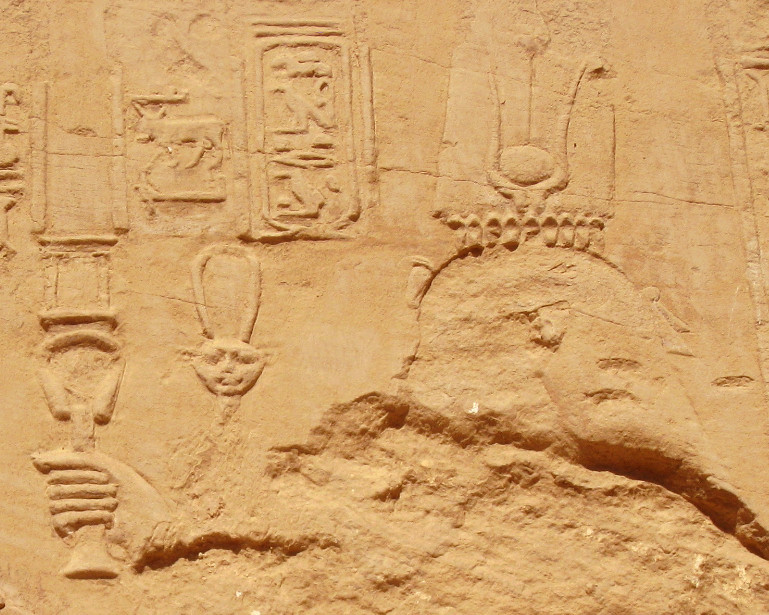
Cleopatra I tallada en una roca egipcia

Cleopatra I Sira (en griego antiguo: Κλεοπάτρα Σύρα, romanizado: Kleopátra Súra) fue reina del Antiguo Egipto (c. 204 a. C.-177 a. C.), de la dinastía ptolemaica, de quien provino su mejor conocida descendiente, Cleopatra VII, un siglo después.

## Ascendencia
Maternalmente, Cleopatra desciende de Laódice III, su madre; de su abuela, Laódice —esposa del rey Mitrídates II del Ponto—; de su bisabuela Laódice I –mujer de Antíoco II Teos—; y esta última, de una desconocida, esposa de Aqueo, uno de los hijos del emperador Seleuco I Nicátor, quien a su vez fue hijo de un prominente macedonio llamado Antíoco y su mujer Laódice.
En la línea paterna, Cleopatra desciende de su padre Antíoco III el Grande; abuelo Seleuco II Calinico; bisabuelo Antíoco II Teos; tatarabuelo Antíoco I Sóter; y trastatarabuelo Seleuco I Nicátor, uno de los compañeros de Alejandro Magno, y fundador del imperio seléucida.

## Biografía
Cleopatra I Sira, nacida c. 204 a. C., fue hija de Antíoco III el Grande, rey del Imperio seléucida y de su mujer Laódice III; era, por lo tanto, hermana de Seleuco IV Filopátor y Antíoco IV. En 195 a. C., sus padres la comprometieron con el faraón, el griego Ptolomeo V. Fue sólo un matrimonio político para que Egipto quedara como aliada de Siria. Antíoco III entregó algunas provincias, entre ellas Judea, como pago de la dote de su hija. Tuvieron tres hijos: Ptolomeo VI, Ptolomeo VIII y Cleopatra II.
Tras la muerte de su marido en el año 180 a. C., gobernó en nombre de su hijo Ptolomeo VI. Mantuvo una buena relación con el Imperio seléucida, especialmente con su hermano Seleuco IV quien murió casi simultáneamente, dejando dos hijos y una hija, los cuales serían objeto de codicia de su tío, hermano de Cleopatra y Seleuco, Antíoco IV Epífanes, y cuando capturó a su sobrino no lo ejecutó por el recuerdo de su hermana.
Cleopatra probablemente murió en el 178 o principios del 177 a. C.,
aunque algunos autores fechan su muerte en el 176 A.C.

## Titulatura
| Titulatura | Jeroglífico | Transliteración (transcripción) - traducción - (referencias) |

Cartucho o sello que representa su nombre o firma.
|                         |    |    |    |          |    |         |
| \| \| \| \| \| \| \| \| |    |    |    |          |    |         |
|                         |    |    |    |          |    |         |
| N29 · E23               | V4 | Q3 | G1 | X1 · D21 | G1 | X1 · H8 |

| N29 · E23 | V4 | Q3 | G1 | X1 · D21 | G1 | X1 · H8 |

|                         |    |    |    |          |    |         |
| \| \| \| \| \| \| \| \| |    |    |    |          |    |         |
|                         |    |    |    |          |    |         |
| N29 · E23               | V4 | Q3 | G1 | X1 · D21 | G1 | X1 · H8 |

| N29 · E23 | V4 | Q3 | G1 | X1 · D21 | G1 | X1 · H8 |

|                         |    |    |    |          |    |         |
| \| \| \| \| \| \| \| \| |    |    |    |          |    |         |
|                         |    |    |    |          |    |         |
| N29 · E23               | V4 | Q3 | G1 | X1 · D21 | G1 | X1 · H8 |

| N29 · E23 | V4 | Q3 | G1 | X1 · D21 | G1 | X1 · H8 |

|                         |    |    |    |          |    |         |
| \| \| \| \| \| \| \| \| |    |    |    |          |    |         |
|                         |    |    |    |          |    |         |
| N29 · E23               | V4 | Q3 | G1 | X1 · D21 | G1 | X1 · H8 |

| N29 · E23 | V4 | Q3 | G1 | X1 · D21 | G1 | X1 · H8 |

## Sucesión
| Predecesor: Arsínoe III | Corregente del antiguo Egipto (Dinastía Ptolemaica) 180-176 a. C. como Faraón Ptolomeo VI Filomáter (180-164 a. C.) | Sucesor: Cleopatra II |